# Industrie nucléaire en Suisse
| \| Lucens Mühleberg Gösgen Beznau Leibstadt \| Localisation des centrales nucléaires en Suisse |
| Lucens Mühleberg Gösgen Beznau Leibstadt                                                       |

La Suisse utilise l'énergie nucléaire pour produire de l'électricité depuis 1969. En 2022, le pays compte quatre réacteurs opérationnels répartis dans trois centrales. Ces réacteurs ont fourni, en 2021, 18 500 GWh d'électricité, représentant 18,8 % (32 % du mix) de l'électricité produite cette année. En 2017, 93,6 % de l'électricité d'origine nucléaire fournie a été produite en Suisse (selon les chiffres de la Confédération).
À la suite des accidents nucléaires de Fukushima, le Conseil fédéral annonce le 25 mai 2011 une sortie progressive de l'énergie nucléaire programmée pour 2034. Cette décision a été confirmée le 28 septembre 2011 par le Conseil des États tout en n’interdisant pas cette technologie et en exigeant la poursuite de la recherche sur le nucléaire, puis le 21 mai 2017 par l'approbation par référendum d'une nouvelle loi sur l’énergie qui vise à remplacer progressivement le nucléaire par des énergies renouvelables.

## Historique
Dès les années 1930, les recherches suisses en physique nucléaire suscitent un intérêt considérable à l'étranger, en particulier celles de Paul Scherrer à l'École polytechnique fédérale de Zurich sur les processus neutroniques en tant que porteurs de réaction en chaîne ou de Paul Huber et Werner Kuhn à l'université de Bâle sur la spectrométrie de masse et la séparation d'isotopes.
Après la Seconde Guerre mondiale, le Département militaire fédéral tente de développer son propre programme nucléaire civil en même temps que son programme nucléaire militaire, ce dernier se poursuivant jusqu'en 1988,. Jusqu'en 1959, la Confédération engage 45 millions de francs suisses dans la société Reaktor AG. À la suite d'une mauvaise estimation des coûts et du manque d'investissements de la part de l'industrie privée, Reaktor AG cède ses installations situées à Würenlingen à la Confédération, qui en fait un institut de recherche sur les réacteurs nucléaires plus tard appelé Institut Paul Scherrer. En parallèle, la Société nationale pour l'encouragement de la technique atomique industrielle (SNA) est fondée en 1961. Financée pour l'essentiel par la Confédération et dominée par Sulzer, elle construit pour la centrale nucléaire de Lucens un réacteur expérimental à l'eau lourde d'uranium naturel, alimenté par de l'uranium faiblement enrichi, qui entre en fonction en 1968, mais est désaffecté en 1969 déjà à la suite de la fonte des barres de combustion.
Privilégiant les aménagements hydroélectriques, l'industrie électrique suisse se montre très réservée à l'égard de l'énergie nucléaire jusqu'en 1964. En début d'année, les Forces motrices du Nord-Est à Baden décident de construire en Argovie, sur le territoire de Döttingen, à Beznau, un réacteur à eau sous pression de la firme américaine Westinghouse. Au printemps de 1964, les Forces motrices bernoises planifient la construction à Mühleberg d'un réacteur à eau bouillante conçu par General Electric. Peu avant la fin de l'année, Elektrowatt suit le mouvement en s'assurant près de Leibstadt le terrain nécessaire à un autre projet de réacteur à eau légère qui doit être réalisé avec les Forces motrices du Rhin-Westphalie, la plus grande compagnie électrique d'Allemagne. Suivent les projets de centrales thermonucléaires de Verbois (1965), Kaiseraugst (1965), Beznau II (1967), Graben (1968), Däniken (1969), Rüthi (1971) et Inwil (1972). Seules Beznau I et II (350 mégawatts chacune, mises en service en 1969 et 1972), Mühleberg (320 MW, 1972), Gösgen (920 MW, 1979), et Leibstadt (990 MW, 1984) sont réalisées.
Le 23 septembre 1990, le peuple rejette l'initiative populaire « pour un abandon progressif de l'énergie atomique », avec 52,9 % de non. Le même jour la votation sur l'initiative populaire « Halte à la construction de centrales nucléaires (moratoire) » est acceptée avec 54,5 % de oui. Cette votation aboutit au gel des autorisations de construction de centrales nucléaires en Suisse, pour une durée de dix ans. La votation populaire du 18 mai 2003 a rejeté l'initiative populaire « Sortir du nucléaire - Pour un tournant dans le domaine de l'énergie et pour la désaffectation progressive des centrales nucléaires » et l'Initiative populaire « Moratoire-plus - Pour la prolongation du moratoire dans la construction de centrales nucléaires et la limitation du risque nucléaire », respectivement par 66,3 % et par 58,4 % de non.
Le 27 février 2007 le Conseil fédéral décide le remplacement des actuelles centrales et le développement des centrales à gaz. 
Le 15 novembre 2010, l’Inspection fédérale de la sécurité nucléaire (IFSN) déclare « adéquats » les trois sites proposés (Mühleberg (BE), Beznau (AG) et Gösgen (SO)) pour la construction de trois nouvelles centrales nucléaires en Suisse, le type de réacteur reste à choisir,.
À la suite de l'accident nucléaire de Fukushima, la cheffe du DETEC (département fédéral ayant notamment en charge l'énergie) Doris Leuthard décide le 15 mars 2011 de suspendre les procédures en cours concernant les demandes d'autorisation pour la construction des trois nouvelles centrales. Le 25 mai 2011, le Conseil fédéral confirme la sortie progressive de l'énergie nucléaire en décidant de ne pas renouveler les centrales nucléaires en service et opte pour leur arrêt définitif une fois que celles-ci auront atteint 50 ans, c'est-à-dire entre 2019 et 2034. Le 28 septembre 2011, le Conseil des États confirme l’arrêt de la construction de nouvelles centrales nucléaires tout en exigeant la poursuite de la recherche dans le nucléaire.
En 2012 est lancée une initiative populaire « Pour la sortie programmée de l'énergie nucléaire ». Le vote effectué le 27 novembre 2016 la rejette à 54,2 %,.

## Réacteurs

### Centrales
Les quatre réacteurs nucléaires suisses produisent quasi essentiellement de l'électricité. Les centrales de Gösgen et de Leibstadt ont des réseaux de chaleur à distance qui alimentent des industries voisines. Cependant, l'énergie fournie sur ces réseaux de chaleur est très faible par rapport à l'énergie fournie au réseau électrique. Les caractéristiques relatives à chaque réacteur sont les suivantes. La puissance brute correspond à la puissance délivrée sur le réseau augmentée de la consommation interne de la centrale. La puissance nette correspond quant à elle à la puissance délivrée sur le réseau et sert d'indicateur en termes de puissance installée.
| Centrale nucléaire | Nom du réacteur | Statut       | Rg | Type | Modèle     | Puissance [MW] | Puissance [MW] | Puissance [MW] | Exploitant | Construct.                    | Début constr. | Raccord. au réseau | Mise en service comm. | Mise à l'arrêt définitif |
| Centrale nucléaire | Nom du réacteur | Statut       | Rg | Type | Modèle     | therm. (MWt)   | brute (MWe)    | nette (MWe)    | Exploitant | Construct.                    | Début constr. | Raccord. au réseau | Mise en service comm. | Mise à l'arrêt définitif |
| ------------------ | --------------- | ------------ | -- | ---- | ---------- | -------------- | -------------- | -------------- | ---------- | ----------------------------- | ------------- | ------------------ | --------------------- | ------------------------ |
| Beznau             | BEZNAU-1        | Opérationnel | 1  | REP  | WH 2 loops | 1 130          | 380            | 365            | Axpo       | Westinghouse Electric Company | sept. 1965    | juil. 1969         | sept. 1969            |                          |
| Beznau             | BEZNAU-2        | Opérationnel | 3  | REP  | WH 2 loops | 1 130          | 380            | 365            | Axpo       | Westinghouse Electric Company | janv. 1968    | oct. 1971          | déc. 1971             |                          |
| Gösgen             | GOESGEN         | Opérationnel | 4  | REP  | PWR 3 Loop | 3 002          | 1 035          | 970            | KKG        | KWU                           | déc. 1973     | fév. 1979          | nov. 1979             |                          |
| Leibstadt          | Leibstadt       | Opérationnel | 5  | REB  | BWR 6      | 3 600          | 1 220          | 1 165          | KKL        | General Electric              | janv. 1974    | mai 1984           | déc. 1984             |                          |
| Mühleberg          | Mühleberg       | À l'arrêt    | 2  | REB  | BWR 4      | 1 097          | 390            | 373            | BKW        | General Electric              | mars 1967     | juil. 1971         | nov. 1972             | déc. 2019                |

### Réacteurs expérimentaux
- Centrale nucléaire expérimentale de Lucens (CNEL), dont le réacteur était modéré à l'eau lourde et refroidi au dioxyde de carbone, d'une puissance électrique de 6 MW, démarrée en 1968 (arrêté en 1969 à la suite d'un accident avec fusion partielle du combustible).

### Réacteurs de recherche
- Réacteur SAPHIR de type piscine de l'Institut fédéral de recherche en matière de réacteurs (IFR) (maintenant Institut Paul Scherrer), démarré en 1957 après avoir été acquis auprès des Américains qui l'avaient exposé à la conférence « Atoms for Peace » à Genève en 1955. Il fut exploité jusqu'en 1994.
- Réacteur AGN-201-P de l'Université de Genève de puissance nulle (20 W) modéré à l'eau légère et à réflecteur en graphite et combustible uranium enrichi à 20 %, démarré en 1958 et exploité jusqu'en 1989 comme réacteur d'enseignement et de recherche.
- Réacteur AGN-211-P de l'Université de Bâle de 2 kW modéré à l'eau légère et à combustible uranium hautement enrichi, démarré en 1959 après avoir été exposé à l'Exposition universelle de 1958 à Bruxelles et exploité jusqu'en 2013 comme réacteur d'enseignement et de recherche.
- Réacteur DIORIT de l'Institut Paul Scherrer à Würenlingen, modéré et refroidi à l'eau lourde et d'une puissance de 30 MW. Il fut démarré en 1960 et exploité jusqu'en 1977. C'est le premier réacteur de conception et construction suisse.
- Réacteur PROTEUS de l'Institut Paul Scherrer, de puissance nulle et à configuration variable, exploité de 1968 à 2011. Sa particularité est d'avoir une cavité centrale dans laquelle divers types de combustibles pouvaient être utilisés pour varier la configuration du cœur.
- Réacteur CROCUS, de l'Institut de génie atomique de l'École polytechnique fédérale de Lausanne[22]

## Production électrique
Pour des raisons techniques, il est temporairement impossible d'afficher le graphique qui aurait dû être présenté ici.

## Déchets nucléaires
Depuis la mise en service de la première centrale jusqu'à début 2007 l'industrie du nucléaire a produit 7 500 m3 de déchets faiblement, moyennement et hautement radioactifs. Ces déchets sont en partie entreposés dans le dépôt intermédiaire central pour déchets radioactifs de Würenlingen. Avec la mise hors service des centrales actuelles et leurs démantèlement, il faudra compter 95 000 m3 de déchets radioactifs supplémentaires.
En 1998, à la suite du rejet d’un projet de stockage géologique des déchets de faible et de moyenne activité dans le canton de Nidwald, une première étude recommande de combiner stockage géologique profond et entreposage de longue durée en surface. Des études plus poussées concluent ensuite que le stockage géologique est préférable et c’est dans cette perspective que des recherches sur le type de roche à privilégier sont menées au laboratoire souterrain du Mont-Terri et au laboratoire du Grimsel. Les recherches pour déposition définitive enfin sont menés par la Cedra dans les régions du Jura alémanique et au nord du Canton de Zurich.

## Accident nucléaire
Le seul accident nucléaire connu est celui de la centrale nucléaire de Lucens : le 21 janvier 1969, lors d'un démarrage, un problème de refroidissement entraîna une fusion de l'élement combustible central du coeur et une contamination radioactive de la caverne où était situé le réacteur. L'accident est classé au niveau 4 sur les 7 que compte l'échelle Ines. La caverne a été décontaminée le 3 mars 1969 et le réacteur démantelé au cours des années suivantes. La caverne a été partiellement comblée par du béton en 1992 et les derniers déchets ont été acheminés au centre d'entreposage temporaire de déchets nucléaires de Würenlingen en septembre 2003.

## Votations populaires
En 1979 et en 1974, deux initiatives antinucléaires sont refusées.
À la suite de l'accident nucléaire de Tchernobyl, deux votations populaires ont lieu en 1990, une pour une sortie du nucléaire qui est rejetée à 53 %, et une autre en faveur d'un moratoire de dix ans sur la construction de nouvelles centrales nucléaires, approuvée à 54,5 %. 
En 2003, à l'expiration de ce moratoire, Les Verts et le PS lancent une première initiative populaire « Sortir du nucléaire - Pour un tournant dans le domaine de l'énergie et pour la désaffectation progressive des centrales nucléaires » qui est rejetée à 66,3 %, et une initiative pour un nouveau moratoire sur la construction de nouvelles centrales, également rejetée.
En 2016, l'initiative populaire « Pour la sortie programmée de l’énergie nucléaire » est rejetée à 54,2 %.

## Réglementation
L'autorité de surveillance suisse pour la sécurité et la sûreté des installations nucléaires dans le pays est l'Inspection fédérale de la sécurité nucléaire (IFSN). Son siège est à Brugg dans le canton d'Argovie. Elle emploie environ 170 personnes.

Selon les dispositions de la loi sur l’énergie nucléaire, l’exploitant est responsable de la sécurité de ses installations. L’IFSN vérifie si l’exploitant satisfait à ses obligations et responsabilités et en tire une base d’appréciation propre à partir de ses propres analyses, inspections et entretiens de surveillance.
L’activité de surveillance de l’IFSN se subdivise en deux missions principales qui sont l’expertise des installations et la surveillance de leur exploitation.

### Sources
- « Statistique de l'électricité », sur Office fédéral de l'énergie.
- « Elecnuc : Les centrales nucléaires dans le monde, édition 2019 » [PDF], sur Commissariat à l'énergie atomique et aux énergies alternatives.